# Le Mystère de Market Basing
Le Mystère de Market Basing (The Market Basing Mystery) est une nouvelle policière d'Agatha Christie mettant en scène le détective belge Hercule Poirot.
Initialement publiée le 17 octobre 1923 dans le quotidien The Sketch au Royaume-Uni, cette nouvelle n'a été reprise en recueil qu'en 1951 dans The Under Dog and Other Stories aux États-Unis. Elle a été publiée pour la première fois en France dans le recueil Le Bal de la victoire en 1979.
Cette nouvelle a été développée par la suite plus longuement dans la nouvelle Feux d'artifice, publiée en revue en 1936.

## Publications
Avant la publication dans un recueil, la nouvelle avait fait l'objet de publications dans des revues, dans la série « The Grey Cells of Mr Poirot II » :
- le 17 octobre 1923, au Royaume-Uni, dans le no 1603 de la revue The Sketch[1],[2] ;
- en mai 1925, aux États-Unis, dans le no 1 (vol. 41) de la revue Blue Book Magazine[1].

La nouvelle a ensuite fait partie de nombreux recueils :
- en 1951, aux États-Unis, dans The Under Dog and Other Stories[1],[3] (avec 8 autres nouvelles) ;
- en 1966, aux États-Unis, dans Thirteen for Luck! (avec 12 autres nouvelles) ;
- en 1974, au Royaume-Uni, dans Poirot's Early Cases[1],[4] (avec 17 autres nouvelles) ;
- en 1974, aux États-Unis, dans Hercule Poirot's Early Cases (recueil ne reprenant que 15 des 18 nouvelles du recueil britannique) ;
- en 1979, en France, dans Le Bal de la victoire[5] (recueil ne reprenant que 15 des 18 nouvelles du recueil britannique de 1974, différentes de la sélection du recueil américain).